# Rəhimli (Goranboy)
Rəhimli è un comune dell'Azerbaigian situato nel distretto di Goranboy.